# Olesicampe nematicida
Olesicampe nematicida là một loài tò vò trong họ Ichneumonidae.